# Átomos pela Paz

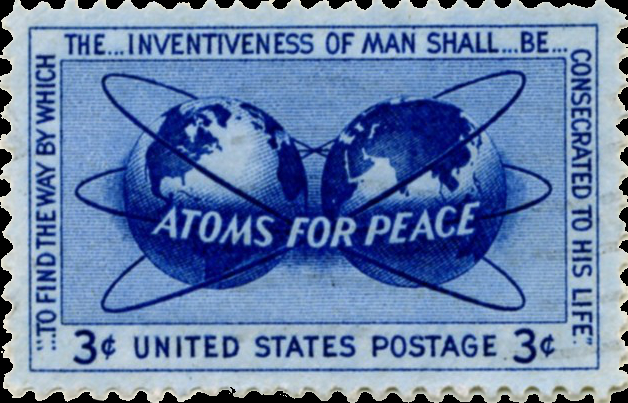
Selo comemorativo americano de 1955 em alusão ao programa Atoms for Peace

"Atoms for Peace" (Átomos pela Paz) foi o título de um discurso proferido pelo presidente dos Estados Unidos, Dwight D. Eisenhower, na Assembléia Geral da ONU na cidade de Nova York em 8 de dezembro de 1953.
Os Estados Unidos lançaram então um programa "Átomos pela Paz" que forneceu equipamentos e informações a escolas, hospitais e instituições de investigação nos EUA e em todo o mundo. Os primeiros reatores nucleares em Israel  e Islamabad no Paquistão foram construídos sob o programa da American Machine and Foundry, uma empresa mais conhecida como uma grande fabricante de equipamentos de boliche.

## Filosofia
O discurso fez parte de uma campanha midiática cuidadosamente orquestrada, chamada “Projeto Candor”, para esclarecer o público americano sobre os riscos e esperanças de um futuro nuclear. Tanto o Projeto Candor como a Átomos pela Paz foram influenciadas pelo relatório de janeiro de 1953 do Painel de Consultores sobre Desarmamento do Departamento de Estado, que instava que o governo dos Estados Unidos praticasse menos sigilo e mais honestidade para com o povo americano sobre as realidades do equilíbrio nuclear e os perigos da guerra nuclear,  que desencadeou em Eisenhower um desejo de procurar uma abordagem nova e diferente para a ameaça da guerra nuclear nas relações internacionais. 
"Átomos pela Paz" foi um componente de propaganda da estratégia de contenção da Guerra Fria.  O discurso de Eisenhower abriu uma campanha midiática que duraria anos e que visava a "gestão das emoções",  equilibrando os receios da continuação do armamento nuclear com promessas de utilização pacífica do urânio em futuros reatores nucleares.  O discurso foi um ponto de virada para o foco internacional nas utilizações pacíficas da energia atômica, mesmo durante as fases iniciais da Guerra Fria. Eisenhower, com alguma influência de J. Robert Oppenheimer, pode ter tentado transmitir um espírito de conforto a um mundo aterrorizado após o horror de Hiroshima e Nagasaki e dos testes nucleares do início da década de 1950. 

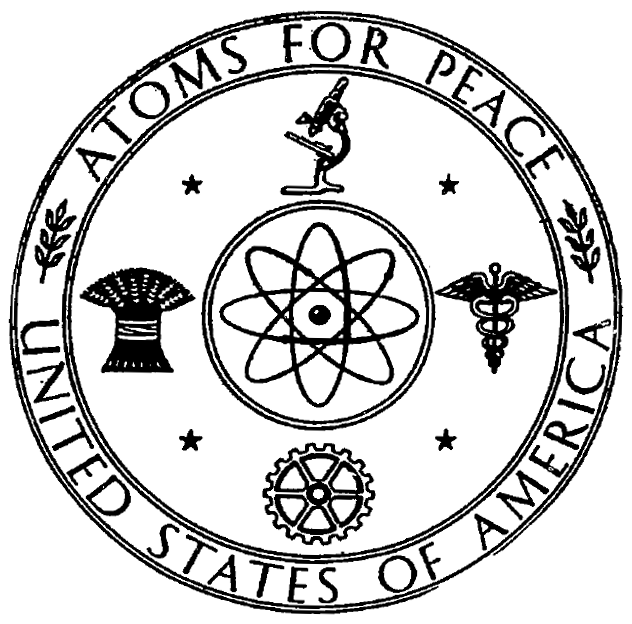
O símbolo dos Átomos pela Paz montado na porta do prédio do reator da piscina americana durante a Conferência Internacional sobre os Usos Pacíficos da Energia Atômica de 1955 em Genebra, muitas vezes chamada de conferência Átomos pela Paz

## Legado

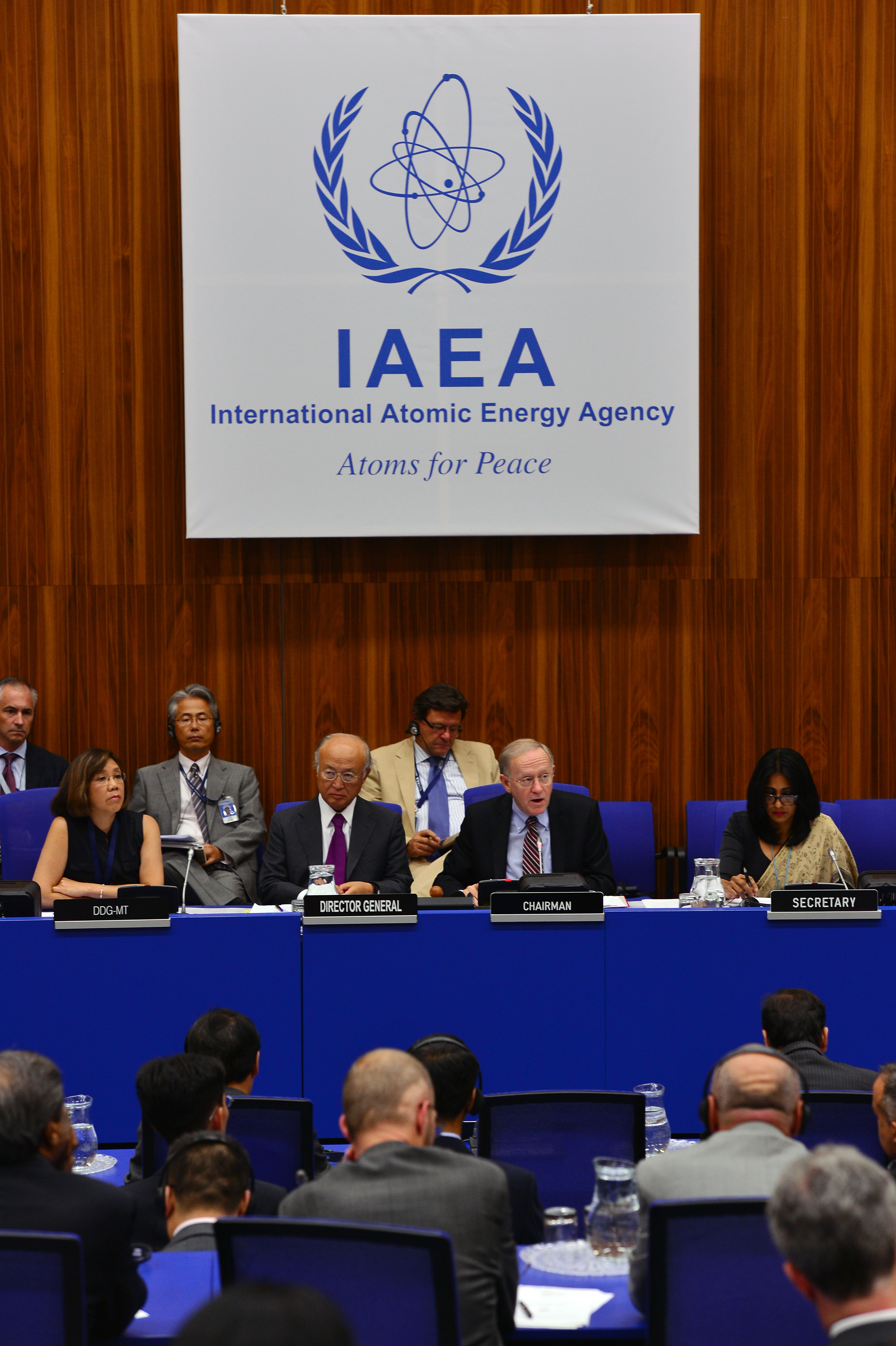
O slogan "Átomos pela Paz" ainda em uso acima do painel em uma reunião da AIEA em 2013

Átomos pela Paz criou o pano de fundo ideológico para a criação da Agência Internacional de Energia Atômica e do Tratado de Não Proliferação de Armas Nucleares, mas também deu cobertura política ao desenvolvimento de armas nucleares nos EUA e o pano de fundo para a corrida armamentista da Guerra Fria. No âmbito dos programas relacionados com Átomos pela Paz, os EUA exportaram mais de 25 toneladas de urânio altamente enriquecido (HEU) para 30 países, principalmente para alimentar reatores de investigação, o que é agora considerado um risco de proliferação e terrorismo. No âmbito de um programa semelhante, a União Soviética exportou mais de 11 toneladas de HEU.  